# Dames Jolink
De dames Jolink waren twee Nederlandse zussen in de Achterhoek die een belangrijke rol hebben gespeeld in het Nederlands verzet in de Tweede Wereldoorlog.
Hermina (Minnie) Jolink (Varsseveld, 9 mei 1891 - Ravensbrück, 29 november 1944) werd tot onderwijzeres opgeleid aan de Chr. Normaallessen te Aalten. Ze slaagde in 1910 voor de lagere acte en werd in 1911 benoemd tot onderwijzeres te Varsseveld.
Minnie en haar zuster Gerritdina (Gerrie) Jolink (Varsseveld, 20 december 1888 - Ravensbrück, 2 februari 1945), met wie zij samenwoonde en die eveneens onderwijzeres was, gaven zich met buitengewone trouw voor de zaak van het vaderland en de Joden. De dames Jolink stonden op de bres voor onderduikers, door hen te herbergen en verder te helpen.
Hermina en Gerritdina Jolink werden slachtoffer van hun menslievendheid. Zij werden op 17 februari 1944 samen met enkele onderduikers gevangengenomen en naar Kamp Vught gebracht. Daarna zijn zij overgebracht naar Ravensbrück. Minnie overleed daar aan dysenterie. Gerrie overleed op 2 februari 1945 aan een "zwak hart".

## Erkenning
- Na de Tweede Wereldoorlog werd in Varsseveld een van de belangrijkste invalswegen, de Aaltenseweg, gedeeltelijk hernoemd naar de gezusters Jolink: de Dames Jolinkweg.
- Op 22 maart 2011 kregen de dames Jolink postuum de onderscheiding 'Rechtvaardigen onder de Volkeren' van het Israëlische centrum voor holocaustherinnering, Jad Wasjem.[1]
- Arriva rijdt in de Achterhoek met treinstel 10262, dat de naam 'Dames Jolink' draagt